# Tomasz Kuszczak
Tomasz Mirosław Kuszczak (Krosno Odrzańskie, 20 maart 1982) is een Poolse profdoelman. Hij tekende in juli 2015 een contract tot medio 2017 bij Birmingham City, dat hem transfervrij inlijfde.

## Clubcarrière
Hij begon zijn loopbaan in de Poolse tweede klasse bij Śląsk Wrocław. Reeds op 17-jarige leeftijd kon hij al een transfer versieren naar KFC Uerdingen 05 dat op dat moment wel gedegradeerd was uit de Zweite Bundesliga. In 2000 verhuisde Kuszczak naar Hertha BSC Berlin, waar hij echter nooit aan spelen toekwam in vier seizoenen.
In 2004 liep zijn contract in Berlijn af en kon hij alsnog een transfer afdwingen naar West Bromwich Albion.
In zijn eerste seizoen op Engelse bodem stond hij aanvankelijk maar één keer onder de lat. Op de voorlaatste speeldag (in de wedstrijd tegen Manchester United viel de eerste doelman Russell Hoult echter geblesseerd uit en mocht Kuszczak aantreden. Hij kreeg in de resterende 68 minuten geen doelpunt binnen, waardoor zijn club alsnog een 1-1 gelijkspel uit de brand sleepte. Ook de week nadien, op de laatste speeldag van de Premier League tegen Portsmouth FC, pakte Kuszczak uit met een ijzersterke prestatie. West Bromwich won met 2-0 en bleef zo alsnog verrassend in de hoogste afdeling.
Het daaropvolgende seizoen was Kuszczak aanvankelijk opnieuw tweede doelman, dit keer achter Chris Kirkland. Omdat Kirkland geblesseerd uitviel mocht hij echter toch opnieuw onder de lat. Zijn prestaties kon iedereen blijkbaar overtuigen, zodat hij ook na het herstel van Kirkland in doel bleef staan.
Op 10 augustus 2006 werd Kuszczak uitgeleend aan Manchester United. In dezelfde deal werden Luke Steele en Paul McShane uitgeleend aan West Bromwich. Man. Utd liet ondertussen duidelijk verstaan dat ze Kuszczak in de zomer van 2007 zeker zullen overnemen van West Bromwich Albion.
In 2012 maakte hij de overstap naar Brighton & Hove Albion.

## Interlandcarrière
Kuszczak speelde zijn eerste interland voor Polen op 11 december 2003 tegen Malta. Hij maakte deel uit van de selectie voor het WK voetbal 2006 en speelde sindsdien in totaal tien interlands. Befaamd is het doelpunt waarmee zijn Colombiaanse collega Luis Martínez hem op 30 mei 2006 verschalkte tijdens een vriendschappelijke interland in de aanloop naar het WK voetbal 2006: een uittrap die dankzij een stuit over Kuszczak heenzeilde en in het doel belandde.

## Statistieken

### Carrière[2]
| seizoen                | club                    | land                   | competitie     | duels | goals |
| ---------------------- | ----------------------- | ---------------------- | -------------- | ----- | ----- |
| 1998-1999              | Śląsk Wrocław           | Polen                  | II liga        | ?     | ?     |
| 1999-2000              | KFC Uerdingen 05        | Duitsland              | 2. Bundesliga  | ?     | ?     |
| 2000-2001              | Hertha BSC              | Duitsland              | Bundesliga     | 0     | 0     |
| 2001-2002              | Hertha BSC              | Duitsland              | Bundesliga     | 0     | 0     |
| 2002-2003              | Hertha BSC              | Duitsland              | Bundesliga     | 0     | 0     |
| 2003-2004              | Hertha BSC              | Duitsland              | Bundesliga     | 0     | 0     |
| 2004-2005              | West Bromwich Albion    | Engeland               | Premier League | 3     | 0     |
| 2005-2006              | West Bromwich Albion    | Engeland               | Premier League | 28    | 0     |
| 2006-2007              | → Manchester United     | Engeland               | Premier League | 6     | 0     |
| 2007-2008              | Manchester United       | Engeland               | Premier League | 9     | 0     |
| 2008-2009              | Manchester United       | Engeland               | Premier League | 4     | 0     |
| 2009-2010              | Manchester United       | Engeland               | Premier League | 8     | 0     |
| 2010-2011              | Manchester United       | Engeland               | Premier League | 5     | 0     |
| 2011-2012              | → Watford               | Engeland               | Championship   | 13    | 0     |
| 2012-2013              | Brighton & Hove Albion  | Engeland               | Championship   | 45    | 0     |
| 2013-2014              | Brighton & Hove Albion  | Engeland               | Championship   | 43    | 0     |
| 2014-2015              | Wolverhampton Wanderers | Engeland               | Championship   | 13    | 0     |
| 2015-2016              | Birmingham City         | Engeland               | Championship   | 41    | 0     |
| 2016-2017              | Birmingham City         | Engeland               | Championship   | 38    | 0     |
| 2017-2018              | Birmingham City         | Engeland               | Championship   | 10    | 0     |
| Bijgewerkt 1 juli 2015 | Bijgewerkt 1 juli 2015  | Bijgewerkt 1 juli 2015 | Totaal         | 266   | 0     |

### Interlands
| WK-statistieken              | Club                 | Positie | W |   |   | Goal | A |   |   |   |
| ---------------------------- | -------------------- | ------- | - | - | - | ---- | - | - | - | - |
| Polen op het WK voetbal 2006 | West Bromwich Albion | Doelman | 0 | 0 | 0 | 0    | 0 | 0 | 0 | 0 |

## Erelijst
Manchester United
- UEFA Champions League

2008